# Topic (Musiker)/Auszeichnungen für Musikverkäufe

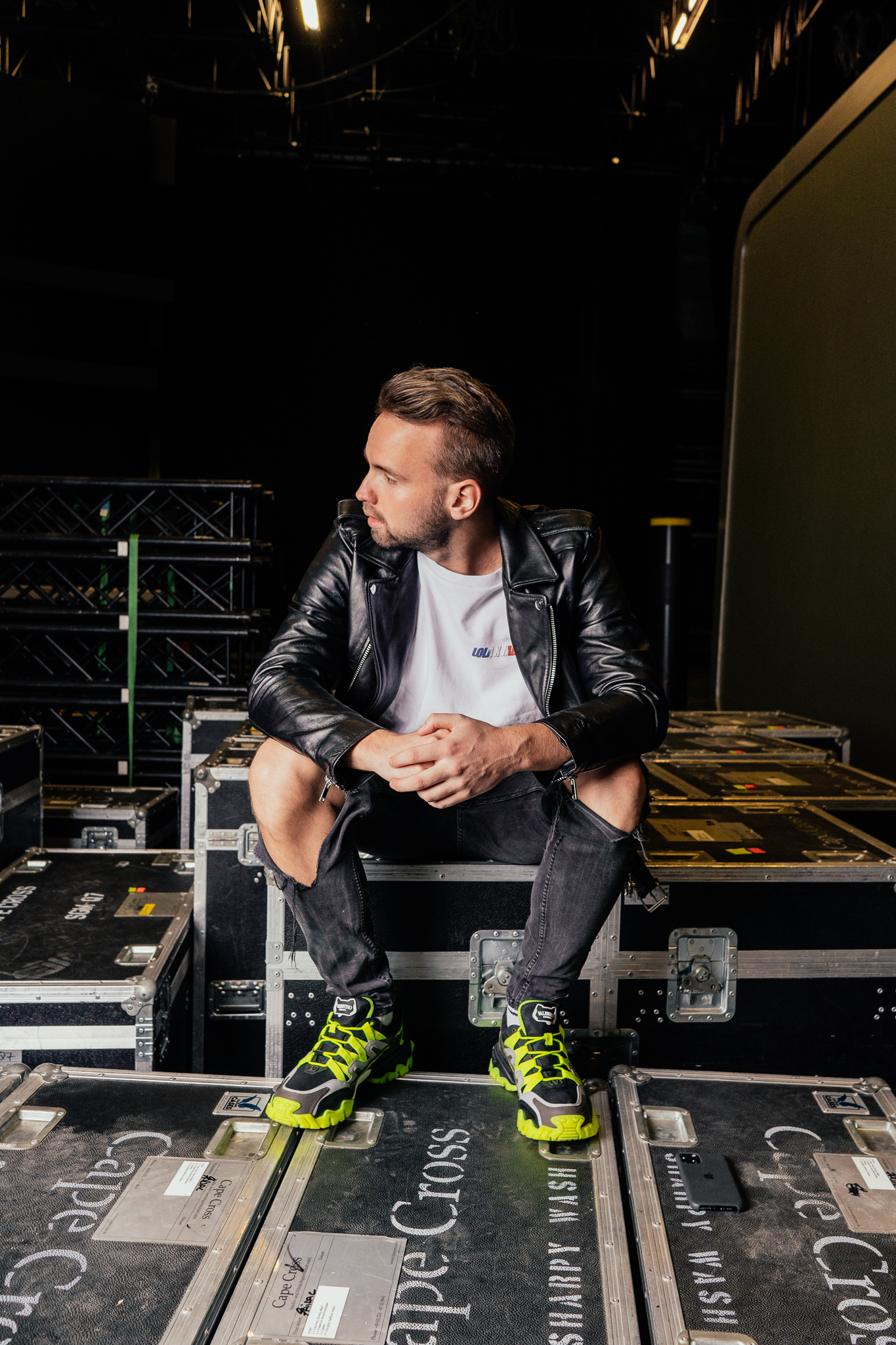
Topic (2020)

Dies ist eine Übersicht über die Auszeichnungen für Musikverkäufe des deutschen DJs und Musikproduzenten Topic. Die Auszeichnungen finden sich nach ihrer Art (Gold, Platin usw.), nach Staaten getrennt in chronologischer Reihenfolge, geordnet sowie nach den Tonträgern selbst, ebenfalls in chronologischer Reihenfolge, getrennt nach Medium (Alben, Singles usw.), wieder.

## Auszeichnungen
| - Vereinigtes Königreich - 2025: für die Single I Adore You - Belgien - 2021: für die Single Your Love (9PM) - Brasilien - 2024: für die Single Why Do You Lie to Me - 2024: für die Single Chain My Heart - 2024: für die Single In Your Arms (For an Angel) - Deutschland - 2021: für die Single Like I Love You - 2021: für die Single Lost - 2023: für die Produktion Musik (Kayef) - 2023: für die Produktion Null auf 100 (Helene Fischer) - 2023: für die Single Kernkraft 400 (A Better Day) - 2025: für die Single I Adore You - Frankreich - 2024: für die Single Kernkraft 400 (A Better Day) - Italien - 2024: für die Single My Heart Goes (La Di Da) - 2024: für die Single Drive - 2025: für die Single I Adore You - Kanada - 2023: für die Single My Heart Goes (La Di Da) - 2024: für die Single Kernkraft 400 (A Better Day) - 2025: für die Single I Adore You - Österreich - 2023: für die Single In Your Arms (For an Angel) - 2023: für die Produktion Musik (Kayef) - Polen - 2023: für die Single Kernkraft 400 (A Better Day) - 2024: für die Single All or Nothing - 2024: für die Single Drive - 2024: für die Single I Adore You - Portugal - 2022: für die Single My Heart Goes (La Di Da) - Schweden - 2023: für die Single My Heart Goes (La Di Da) - Schweiz - 2022: für die Single Solo para ti - Spanien - 2025: für die Single I Adore You - 2025: für die Single My Heart Goes (La Di Da) - Vereinigte Staaten - 2023: für die Single Your Love (9PM) - Vereinigtes Königreich - 2022: für die Single Drive | - Australien - 2016: für die Single Home - 2021: für die Single Your Love (9PM) - Belgien - 2025: für die Single I Adore You - Brasilien - 2024: für die Single My Heart Goes (La Di Da) - 2025: für die Single I Adore You - Dänemark - 2022: für die Single Your Love (9PM) - Deutschland - 2018: für die Single Home - 2024: für die Autorenbeteiligung/Produktion Ich würd’ lügen (Kayef) - Frankreich - 2022: für die Single Your Love (9PM) - 2025: für die Single I Adore You - Griechenland - 2021: für die Single Breaking Me - 2021: für die Single Your Love (9PM) - Neuseeland - 2020: für die Single Breaking Me - Österreich - 2023: für die Single Like I Love You - 2023: für die Autorenbeteiligung/Produktion Ich würd’ lügen (Kayef) - 2023: für die Single Kernkraft 400 (A Better Day) - 2025: für die Single I Adore You - Polen - 2023: für die Single My Heart Goes (La Di Da) - 2023: für die Single Forget You - Portugal - 2021: für die Single Your Love (9PM) - Schweiz - 2025: für die Single I Adore You - Spanien - 2023: für die Single Your Love (9PM) - Vereinigte Staaten - 2021: für die Single Breaking Me - Vereinigtes Königreich - 2021: für die Single Your Love (9PM) - 2022: für die Single My Heart Goes (La Di Da) - Deutschland - 2023: für die Single Your Love (9PM) | - Australien - 2024: für die Single My Heart Goes (La Di Da) - Belgien - 2021: für die Single Breaking Me - Dänemark - 2022: für die Single Breaking Me - Deutschland - 2022: für die Single Breaking Me - Italien - 2021: für die Single Your Love (9PM) - Kanada - 2023: für die Single Your Love (9PM) - Polen - 2023: für die Single Your Love (9PM) - Spanien - 2024: für die Single Breaking Me - Vereinigtes Königreich - 2022: für die Single Breaking Me - Brasilien - 2023: für die Single Your Love (9PM) - Italien - 2021: für die Single Breaking Me - Österreich - 2023: für die Single Breaking Me - Polen - 2021: für die Single Breaking Me - Australien - 2021: für die Single Breaking Me - Griechenland - 2025: für die Single I Adore You - Portugal - 2023: für die Single Breaking Me - 2025: für die Single I Adore You - Kanada - 2023: für die Single Breaking Me - Frankreich - 2021: für die Single Breaking Me - Brasilien - 2024: für die Single Breaking Me |

## Auszeichnungen nach Singles

### Home
| Land/Region        | Auszeichnungen für Musikverkäufe (Land/Region, Auszeichnung, Verkäufe) | Verkäufe |
| ------------------ | ---------------------------------------------------------------------- | -------- |
| Australien (ARIA)  | Platin                                                                 | 70.000   |
| Deutschland (BVMI) | Platin                                                                 | 400.000  |
| Insgesamt          | 2× Platin ·                                                            | 470.000  |

### Breaking Me
| Land/Region                  | Auszeichnungen für Musikverkäufe (Land/Region, Auszeichnung, Verkäufe) | Verkäufe  |
| ---------------------------- | ---------------------------------------------------------------------- | --------- |
| Australien (ARIA)            | 4× Platin                                                              | 280.000   |
| Belgien (BRMA)               | 2× Platin                                                              | 80.000    |
| Brasilien (PMB)              | 2× Diamant                                                             | 320.000   |
| Dänemark (IFPI)              | 2× Platin                                                              | 180.000   |
| Deutschland (BVMI)           | 2× Platin                                                              | 800.000   |
| Frankreich (SNEP)            | Diamant                                                                | 333.333   |
| Griechenland (IFPI)          | Platin                                                                 | 20.000    |
| Italien (FIMI)               | 3× Platin                                                              | 210.000   |
| Kanada (MC)                  | 6× Platin                                                              | 480.000   |
| Neuseeland (RMNZ)            | Platin                                                                 | 30.000    |
| Polen (ZPAV)                 | 3× Platin                                                              | 60.000    |
| Portugal (AFP)               | 4× Platin                                                              | 40.000    |
| Österreich (IFPI)            | 3× Platin                                                              | 90.000    |
| Spanien (Promusicae)         | 2× Platin                                                              | 120.000   |
| Vereinigte Staaten (RIAA)    | Platin                                                                 | 1.000.000 |
| Vereinigtes Königreich (BPI) | 2× Platin                                                              | 1.200.000 |
| Insgesamt                    | 36× Platin · 3× Diamant ·                                              | 5.243.333 |

### Like I Love You
| Land/Region        | Auszeichnungen für Musikverkäufe (Land/Region, Auszeichnung, Verkäufe) | Verkäufe |
| ------------------ | ---------------------------------------------------------------------- | -------- |
| Deutschland (BVMI) | Gold                                                                   | 200.000  |
| Österreich (IFPI)  | Platin                                                                 | 30.000   |
| Insgesamt          | 1× Gold · 1× Platin ·                                                  | 230.000  |

### Why Do You Lie to Me
| Land/Region     | Auszeichnungen für Musikverkäufe (Land/Region, Auszeichnung, Verkäufe) | Verkäufe |
| --------------- | ---------------------------------------------------------------------- | -------- |
| Brasilien (PMB) | Gold                                                                   | 20.000   |
| Insgesamt       | 1× Gold ·                                                              | 20.000   |

### Lost
| Land/Region        | Auszeichnungen für Musikverkäufe (Land/Region, Auszeichnung, Verkäufe) | Verkäufe |
| ------------------ | ---------------------------------------------------------------------- | -------- |
| Deutschland (BVMI) | Gold                                                                   | 200.000  |
| Insgesamt          | 1× Gold ·                                                              | 200.000  |

### Your Love (9PM)
| Land/Region                  | Auszeichnungen für Musikverkäufe (Land/Region, Auszeichnung, Verkäufe) | Verkäufe  |
| ---------------------------- | ---------------------------------------------------------------------- | --------- |
| Australien (ARIA)            | Platin                                                                 | 70.000    |
| Belgien (BRMA)               | Gold                                                                   | 20.000    |
| Brasilien (PMB)              | 3× Platin                                                              | 120.000   |
| Dänemark (IFPI)              | Platin                                                                 | 90.000    |
| Deutschland (BVMI)           | 3× Gold                                                                | 600.000   |
| Frankreich (SNEP)            | Platin                                                                 | 200.000   |
| Griechenland (IFPI)          | Platin                                                                 | 20.000    |
| Italien (FIMI)               | 2× Platin                                                              | 140.000   |
| Kanada (MC)                  | 2× Platin                                                              | 160.000   |
| Polen (ZPAV)                 | 2× Platin                                                              | 100.000   |
| Portugal (AFP)               | Platin                                                                 | 10.000    |
| Spanien (Promusicae)         | Platin                                                                 | 60.000    |
| Vereinigte Staaten (RIAA)    | Gold                                                                   | 500.000   |
| Vereinigtes Königreich (BPI) | Platin                                                                 | 600.000   |
| Insgesamt                    | 3× Gold · 17× Platin ·                                                 | 2.690.000 |

### Chain My Heart
| Land/Region     | Auszeichnungen für Musikverkäufe (Land/Region, Auszeichnung, Verkäufe) | Verkäufe |
| --------------- | ---------------------------------------------------------------------- | -------- |
| Brasilien (PMB) | Gold                                                                   | 20.000   |
| Insgesamt       | 1× Gold ·                                                              | 20.000   |

### Drive
| Land/Region                  | Auszeichnungen für Musikverkäufe (Land/Region, Auszeichnung, Verkäufe) | Verkäufe |
| ---------------------------- | ---------------------------------------------------------------------- | -------- |
| Italien (FIMI)               | Gold                                                                   | 50.000   |
| Polen (ZPAV)                 | Gold                                                                   | 25.000   |
| Vereinigtes Königreich (BPI) | Gold                                                                   | 400.000  |
| Insgesamt                    | 3× Gold ·                                                              | 475.000  |

### My Heart Goes (La Di Da)
| Land/Region                  | Auszeichnungen für Musikverkäufe (Land/Region, Auszeichnung, Verkäufe) | Verkäufe |
| ---------------------------- | ---------------------------------------------------------------------- | -------- |
| Australien (ARIA)            | 2× Platin                                                              | 140.000  |
| Brasilien (PMB)              | Platin                                                                 | 40.000   |
| Italien (FIMI)               | Gold                                                                   | 50.000   |
| Kanada (MC)                  | Gold                                                                   | 40.000   |
| Polen (ZPAV)                 | Platin                                                                 | 50.000   |
| Portugal (AFP)               | Gold                                                                   | 5.000    |
| Schweden (IFPI)              | Gold                                                                   | 40.000   |
| Spanien (Promusicae)         | Gold                                                                   | 30.000   |
| Vereinigtes Königreich (BPI) | Platin                                                                 | 600.000  |
| Insgesamt                    | 5× Gold · 5× Platin ·                                                  | 995.000  |

### In Your Arms (For an Angel)
| Land/Region       | Auszeichnungen für Musikverkäufe (Land/Region, Auszeichnung, Verkäufe) | Verkäufe |
| ----------------- | ---------------------------------------------------------------------- | -------- |
| Brasilien (PMB)   | Gold                                                                   | 20.000   |
| Österreich (IFPI) | Gold                                                                   | 15.000   |
| Insgesamt         | 2× Gold ·                                                              | 35.000   |

### Solo para ti
| Land/Region    | Auszeichnungen für Musikverkäufe (Land/Region, Auszeichnung, Verkäufe) | Verkäufe |
| -------------- | ---------------------------------------------------------------------- | -------- |
| Schweiz (IFPI) | Gold                                                                   | 10.000   |
| Insgesamt      | 1× Gold ·                                                              | 10.000   |

### Kernkraft 400 (A Better Day)
| Land/Region        | Auszeichnungen für Musikverkäufe (Land/Region, Auszeichnung, Verkäufe) | Verkäufe |
| ------------------ | ---------------------------------------------------------------------- | -------- |
| Frankreich (SNEP)  | Gold                                                                   | 100.000  |
| Deutschland (BVMI) | Gold                                                                   | 200.000  |
| Kanada (MC)        | Gold                                                                   | 40.000   |
| Österreich (IFPI)  | Platin                                                                 | 30.000   |
| Polen (ZPAV)       | Gold                                                                   | 25.000   |
| Insgesamt          | 4× Gold · 1× Platin ·                                                  | 395.000  |

### All or Nothing
| Land/Region  | Auszeichnungen für Musikverkäufe (Land/Region, Auszeichnung, Verkäufe) | Verkäufe |
| ------------ | ---------------------------------------------------------------------- | -------- |
| Polen (ZPAV) | Gold                                                                   | 25.000   |
| Insgesamt    | 1× Gold ·                                                              | 25.000   |

### Forget You
| Land/Region  | Auszeichnungen für Musikverkäufe (Land/Region, Auszeichnung, Verkäufe) | Verkäufe |
| ------------ | ---------------------------------------------------------------------- | -------- |
| Polen (ZPAV) | Platin                                                                 | 50.000   |
| Insgesamt    | 1× Platin ·                                                            | 50.000   |

### I Adore You
| Land/Region                  | Auszeichnungen für Musikverkäufe (Land/Region, Auszeichnung, Verkäufe) | Verkäufe  |
| ---------------------------- | ---------------------------------------------------------------------- | --------- |
| Belgien (BRMA)               | Platin                                                                 | 40.000    |
| Brasilien (PMB)              | Platin                                                                 | 40.000    |
| Deutschland (BVMI)           | Gold                                                                   | 300.000   |
| Frankreich (SNEP)            | Platin                                                                 | 200.000   |
| Kanada (MC)                  | Gold                                                                   | 40.000    |
| Griechenland (IFPI)          | 4× Platin                                                              | 80.000    |
| Italien (FIMI)               | Gold                                                                   | 100.000   |
| Österreich (IFPI)            | Platin                                                                 | 30.000    |
| Polen (ZPAV)                 | Gold                                                                   | 25.000    |
| Portugal (AFP)               | 4× Platin                                                              | 40.000    |
| Schweiz (IFPI)               | Platin                                                                 | 30.000    |
| Spanien (Promusicae)         | Gold                                                                   | 30.000    |
| Vereinigtes Königreich (BPI) | Silber                                                                 | 200.000   |
| Insgesamt                    | 1× Silber · 5× Gold · 13× Platin ·                                     | 1.155.000 |

## Auszeichnungen nach Autorenbeteiligungen und Produktionen

### Musik (Kayef)
| Land/Region        | Auszeichnungen für Musikverkäufe (Land/Region, Auszeichnung, Verkäufe) | Verkäufe |
| ------------------ | ---------------------------------------------------------------------- | -------- |
| Deutschland (BVMI) | Gold                                                                   | 200.000  |
| Österreich (IFPI)  | Gold                                                                   | 15.000   |
| Insgesamt          | 2× Gold ·                                                              | 215.000  |

### Ich würd’ lügen (Kayef)
| Land/Region        | Auszeichnungen für Musikverkäufe (Land/Region, Auszeichnung, Verkäufe) | Verkäufe |
| ------------------ | ---------------------------------------------------------------------- | -------- |
| Deutschland (BVMI) | Platin                                                                 | 400.000  |
| Österreich (IFPI)  | Platin                                                                 | 30.000   |
| Insgesamt          | 2× Platin ·                                                            | 430.000  |

### Null auf 100(Helene Fischer)
| Land/Region        | Auszeichnungen für Musikverkäufe (Land/Region, Auszeichnung, Verkäufe) | Verkäufe |
| ------------------ | ---------------------------------------------------------------------- | -------- |
| Deutschland (BVMI) | Gold                                                                   | 200.000  |
| Insgesamt          | 1× Gold ·                                                              | 200.000  |

## Statistik und Quellen
| Land/RegionAuszeichnungen für Musikverkäufe (Land/Region, Auszeichnungen, Verkäufe, Quellen) | Silber  | Gold       | Platin       | Diamant     | Verkäufe  | Quellen                   |
| -------------------------------------------------------------------------------------------- | ------- | ---------- | ------------ | ----------- | --------- | ------------------------- |
| Australien (ARIA)                                                                            | —       | —          | 8× Platin8   | —           | 560.000   | aria.com.au               |
| Belgien (BRMA)                                                                               | —       | Gold1      | 3× Platin3   | —           | 140.000   | ultratop.be               |
| Brasilien (PMB)                                                                              | —       | 3× Gold3   | 5× Platin5   | 2× Diamant2 | 580.000   | pro-musicabr.org.br       |
| Dänemark (IFPI)                                                                              | —       | —          | 3× Platin3   | —           | 270.000   | ifpi.dk                   |
| Deutschland (BVMI)                                                                           | —       | 7× Gold7   | 5× Platin5   | —           | 3.500.000 | musikindustrie.de         |
| Frankreich (SNEP)                                                                            | —       | Gold1      | 2× Platin2   | Diamant1    | 833.333   | snepmusique.com           |
| Griechenland (IFPI)                                                                          | —       | —          | 6× Platin6   | —           | 120.000   | Einzelnachweise           |
| Italien (FIMI)                                                                               | —       | 3× Gold3   | 5× Platin5   | —           | 550.000   | fimi.it                   |
| Kanada (MC)                                                                                  | —       | 3× Gold3   | 8× Platin8   | —           | 760.000   | musiccanada.com           |
| Neuseeland (RMNZ)                                                                            | —       | —          | Platin1      | —           | 30.000    | aotearoamusiccharts.co.nz |
| Österreich (IFPI)                                                                            | —       | 2× Gold2   | 7× Platin7   | —           | 240.000   | ifpi.at                   |
| Polen (ZPAV)                                                                                 | —       | 4× Gold4   | 7× Platin7   | —           | 360.000   | olis.pl                   |
| Portugal (AFP)                                                                               | —       | Gold1      | 9× Platin9   | —           | 95.000    | Einzelnachweise           |
| Schweden (IFPI)                                                                              | —       | Gold1      | —            | —           | 40.000    | Einzelnachweise           |
| Schweiz (IFPI)                                                                               | —       | Gold1      | Platin1      | —           | 40.000    | hitparade.ch              |
| Spanien (Promusicae)                                                                         | —       | 2× Gold2   | 3× Platin3   | —           | 240.000   | elportaldemusica.es       |
| Vereinigte Staaten (RIAA)                                                                    | —       | Gold1      | Platin1      | —           | 1.500.000 | riaa.com                  |
| Vereinigtes Königreich (BPI)                                                                 | Silber1 | Gold1      | 4× Platin4   | —           | 3.000.000 | bpi.co.uk                 |
| Insgesamt                                                                                    | Silber1 | 31× Gold31 | 78× Platin78 | 3× Diamant3 |           |                           |